# Ness City (Kansas)
Ness City település az Amerikai Egyesült Államok Kansas államában, Ness megyében, melynek megyeszékhelye is. Lakosainak száma 1329 fő (2020. április 1.).

## Népesség
A település népességének változása:

| 2010 | 1 449 |
| 2020 | 1 329 |